# قية باغي (مقاطعة فامنين)
قية باغي (بالفارسية: قیه باغی) هي قرية تقع في قسم مفتح الريفي (مقاطعة فامنين) في إيران.